# Rasmus Seebach
Rasmus Seebach (28 marzo 1980) è un cantante danese diventato famoso nell'aprile 2009 per il suo successo Engel.

## Carriera musicale
Seebach ha scritto e prodotto canzoni per artsiti danesi e internazionali fino agli anni novanta, assieme a suo fratello, Nicolai Seebach, ha condotto la compagnia Top Notch Music. Entrambi hanno composto una canzone, Hvor små vi er per le vittime del terremoto e maremoto dell'Oceano Indiano del 2004.
Il suo album di debutto omonimo consiste in 12 tracce ed è stato pubblicato il 28 settembre 2009. Da esso sono stati estratti i singoli Engel e Glad igen.
Nel 2011 è uscito il secondo album, Mer' end kærlighed, salito ai vertici delle classifiche degli album più venduti in Danimarca. Da esso sono stati estratti alcuni singoli come I mine øjne e Millionær.
Nel 2012 ha registrato un duetto con Lionel Richie nella canzone Say You, Say Me che sarà contenuta nel prossimo album di Lionel Richie, Tuskegee.

## Vita privata
Seebach è figlio del celebre cantante pop danese, Tommy Seebach, e suo fratello è Nicolai Seebach, anche lui famoso cantante pop nazionale.

## Discografia
- 2009 – Rasmus Seebach
- 2011 – Mer' end kærlighed
- 2013 – Ingen kan love dig i morgen